# Жаркайин (Бурабайський район)
Жаркайи́н (каз. Жарқайың) — село у складі Бурабайського району Акмолинської області Казахстану. Входить до складу Атамекенського сільського округу.
Населення — 90 осіб (2021; 106 у 2009, 145 у 1999, 123 у 1989).
Національний склад станом на 1989 рік:
- росіяни — 26 %;
- білоруси — 24 %.

У радянські часи село також називалось Баликти, Жаркаїн.